# Modèle de mariage d'Europe occidentale
 (Avril 2018).

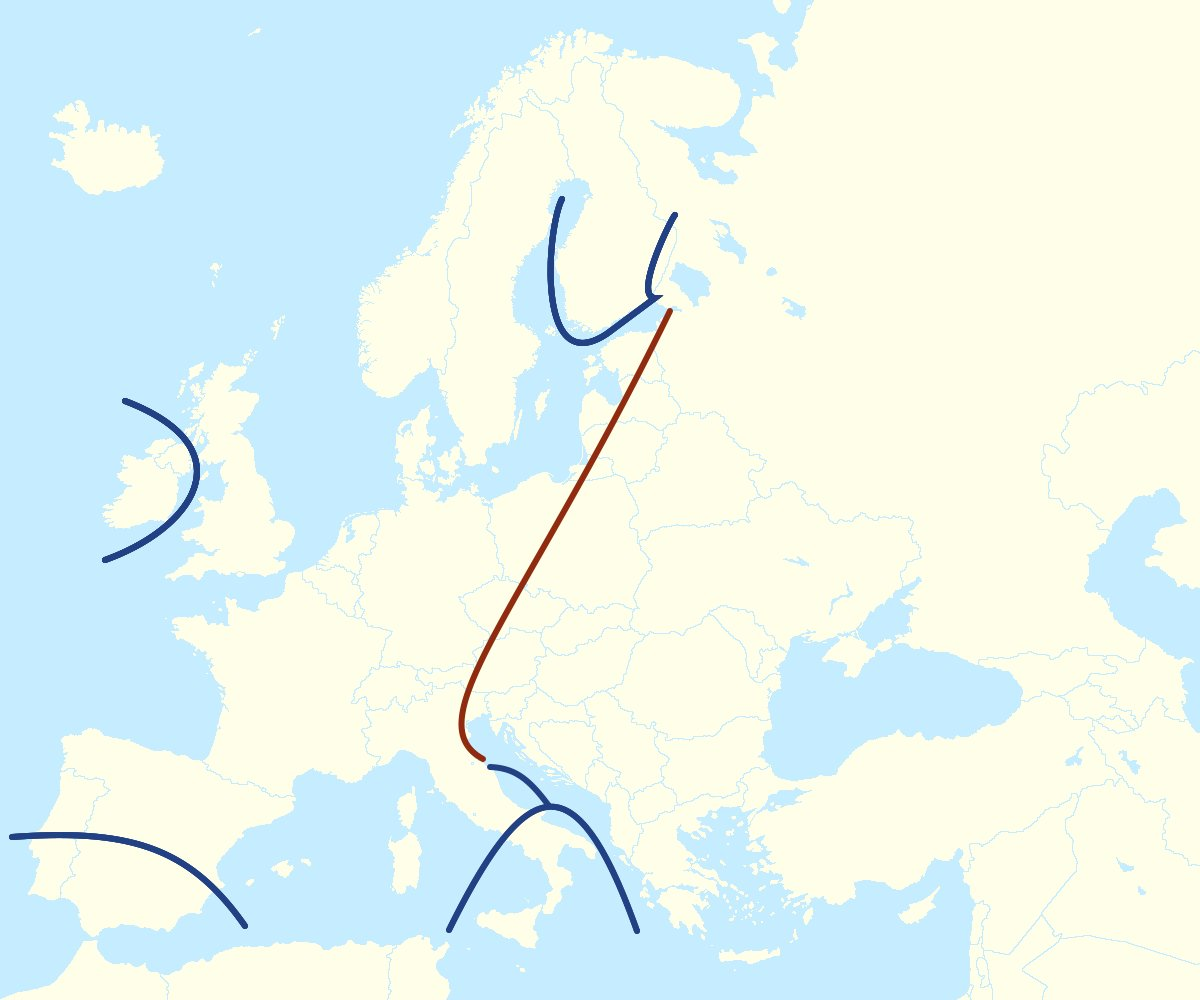
À l'ouest de la ligne de Hajnal, en rouge, le modèle de mariage d'Europe occidentale est originaire. Les lignes bleues indiquent les zones de l'Europe occidentale qui ne sont pas conformes au modèle de mariage de l'Europe occidentale

Le modèle de mariage d'Europe occidentale est un modèle familial et démographique qui est marqué par l’entrée relativement tardive dans le mariage (dans la mi-vingtaine), surtout pour les femmes, avec en général une petite différence d'âge entre les époux, une proportion significative de femmes restant non mariées, et la mise en place d'un ménage néolocal après que le couple a été marié.
En 1965, John Hajnal découvre que l'Europe est divisée en deux zones, caractérisées par différents modèles de nuptialité. À l'ouest de la ligne de Hajnal, les taux de mariage et donc la fécondité étaient relativement faibles, et une minorité importante de femmes mariées tardivement ou sont restées célibataires, la plupart des familles étaient nucléaires. À l'est de la ligne, dans la Méditerranée et dans des certaines zones de l'Europe nord-occidentale, le mariage précoce et les maisons de la famille élargie étaient la norme, et la fécondité élevée était contrée par une mortalité élevée,.

## Voyez aussi
- Transition démographique
- Mariage
- Famille nucléaire
- Famille élargie
- Parenté